# Universitario de Deportes
Universitario de Deportes (eller bara Universitario) är en peruansk fotbollsklubb från huvudstaden Lima. Klubben bildades den 7 augusti 1924 och är Perus mest framgångsrika klubb.

## Meriter
- Primera División (28):
 1929, 1934, 1939, 1941, 1945, 1946, 1949, 1959, 1960, 1964, 1966, 1967, 1969, 1971, 1974, 1982, 1985, 1987, 1990, 1992, 1993, 1998, 1999, 2000, 2009, 2013, 2020, 2024.
- Copa Libertadores:
 Andra-plats 1972, Semifinalist 1967, 1971, 1975
- Copa Libertadores U20:
 2011

## Stadion Monumental
Universitario spelar sina hemmamatcher på Stadion Monumental eller Stadion Monumental "U". 
Arenan invigdes den 2 juli 2000 med att Universitario besegrade Sporting Cristal med 2-0. El Monumental rymmer 80 093 åskådare och är Sydamerikas största fotbollsarena.

## Truppen 2023
Uppdaterad: 4 april 2023
| Nr | Land      | Pos | Namn                |
| -- | --------- | --- | ------------------- |
| 1  | Peru      | MV  | José Carvallo       |
| 2  | Peru      | F   | Marco Saravia       |
| 3  | Paraguay  | F   | Williams Riveros    |
| 5  | Argentina | F   | Matias Di Benedetto |
| 6  | Peru      | F   | José Luján          |
| 7  | Peru      | A   | Alexander Succar    |
| 8  | Peru      | MF  | Jordan Guivin       |
| 10 | Peru      | MF  | Horacio Calcaterra  |
| 11 | Uruguay   | A   | Luis Urruti         |
| 12 | Peru      | MV  | Carlos Cáceda       |
| 13 | Peru      | F   | Joaquín Aguirre     |
| 14 | Peru      | F   | Néstor Duarte       |
| 15 | Peru      | MF  | Josimar Vargas      |
| 16 | Argentina | A   | Emanuel Herrera     |
| 17 | Colombia  | F   | Brayner García      |

| Nr | Land      | Pos | Namn                       |
| -- | --------- | --- | -------------------------- |
| 18 | Argentina | A   | Maximiliano Giusti         |
| 19 | Peru      | F   | Diego Chávez               |
| 20 | Uruguay   | MF  | Henry Giménez              |
| 21 | Peru      | MV  | José Carvallo              |
| 23 | Peru      | A   | Gerson Barreto             |
| 24 | Peru      | A   | Andy Polo (lån från Inter) |
| 25 | Peru      | MF  | Ángel Romero               |
| 26 | Peru      | MF  | César Huamantica           |
| 27 | Peru      | A   | Gonzalo Maldonado          |
| 28 | Peru      | MF  | Roberto Siucho             |
| 29 | Peru      | A   | Javier Nuñez               |
| 30 | Peru      | A   | Juan Diego Gutiérrez       |
| —  | Peru      | MF  | Christian La Torre         |
| —  | Peru      | F   | Rodrigo Cuba               |
| —  | Peru      | A   | Raul Ruidiaz               |